# Athos
Pour les articles homonymes, voir Athos (homonymie).
Pour l’article ayant un titre homophone, voir Atos (homonymie).
Athos, alias le comte Olivier de La Fère, est un personnage fictif créé par Alexandre Dumas dans le roman Les Trois Mousquetaires (1844).
Il est inspiré d'Armand de Sillègue d'Athos d'Hauteville, mousquetaire du roi, né en 1615 en Béarn et mort le 21 décembre 1645 à Paris.

## Inspiration
Athos tient son nom du petit bourg d'Athos-Aspis sur le gave d'Oloron, près de Sauveterre-de-Béarn et près d’Autevielle. Fils d'Adrien de Sillègue, seigneur d'Athos et d'Autevielle, il ne pouvait espérer, en tant que cadet de famille, recevoir les seigneuries d’Athos et d’Autevielle qui reviendraient à son frère ainé. Il eut donc le choix d'entrer dans l’armée ou dans les ordres. Il était cousin au deuxième degré de Monsieur de Tréville, dont la protection lui permit d’entrer dans le régiment des Mousquetaires en 1640, à la même époque que Porthos et Aramis.
On sait seulement de lui qu'il était béarnais, et qu'il disparut jeune, sans doute tué au cours d'un duel comme l'indique le registre des décès de l’église Saint-Sulpice à Paris à la date du 21 décembre 1645 : « Convoy, service et enterrement du deffunct Armand, Athos d'Autebielle mousquetaire de la garde du Roy, gentilhomme de Béarn, pris proche la halle du Pré au Clercs. »
Le Pré-aux-Clercs étant un lieu réputé pour être le rendez-vous des duellistes, il est probable qu'il soit mort ainsi.

## Personnage de roman

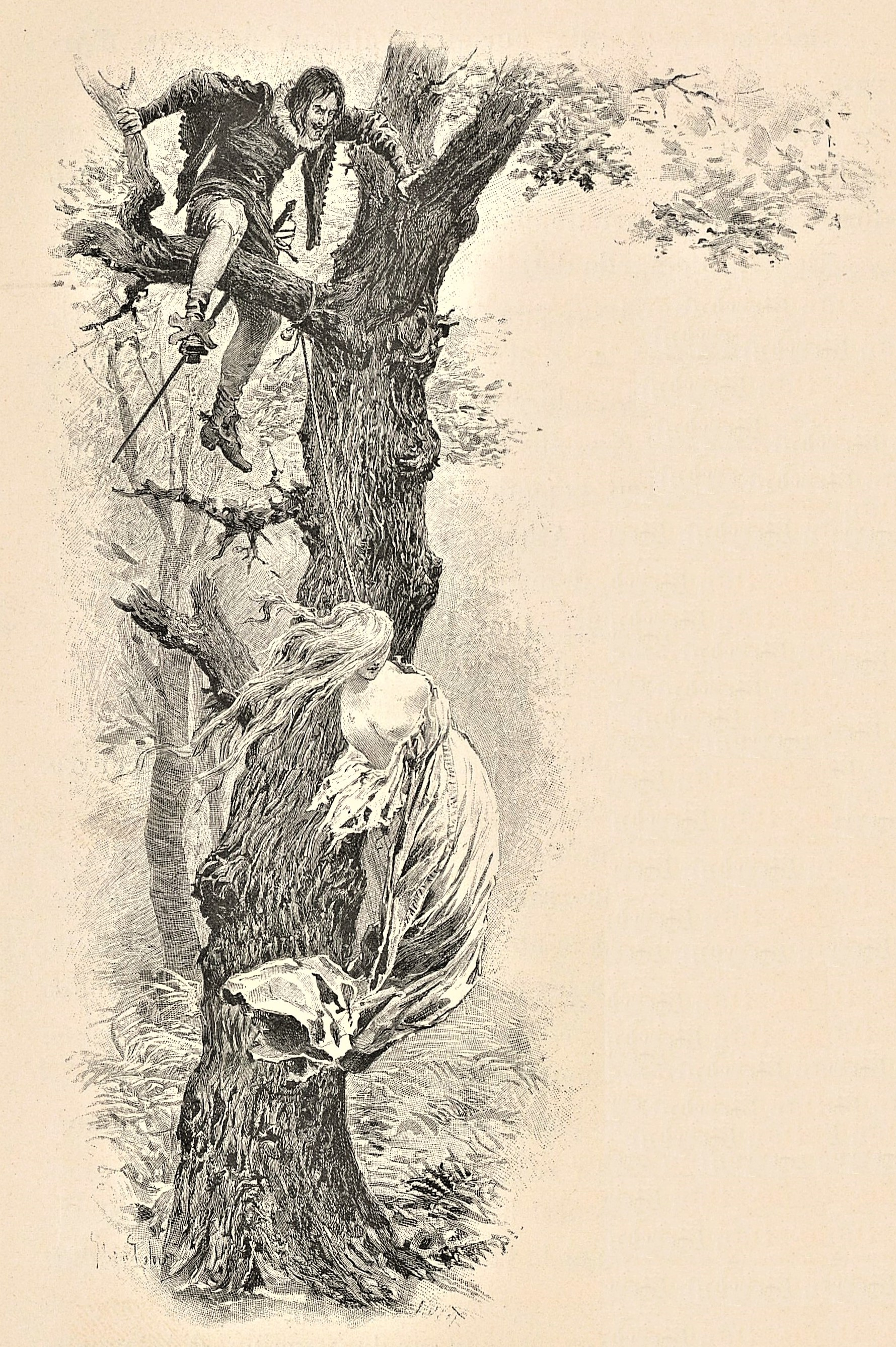
Le comte de La Fère pend son épouse.
Gravure de Jules Huyot d'après un dessin de Maurice Leloir, 1894.

De même que pour  d'Artagnan, il n'existe pas un mais trois Athos : le personnage historique, le personnage fictif de Courtilz, et celui d'Alexandre Dumas.
Selon Courtilz, Athos, comme ses frères d'armes Porthos et Aramis, est un cadet de Gascogne. Il apparait peu dans Les Mémoires dont le personnage principal reste d'Artagnan.
Né à Villers-Cotterêts dans l'Aisne, Alexandre Dumas père s'est inspiré de la vie d'Anne d'Autriche, qui séjourna au château de La Fère dans l'Aisne en 1643. Il y eut bien des gouverneurs (César de Bourbon fils de Gabrielle d'Estrées et d'Henri IV) et un comte de La Fère (le ligueur Jacques Colas), mais les archives du syndicat d'initiative de La Fère n'en retrouvent aucun du nom d'Athos.
Du véritable Athos, personnage ayant mené une vie brève et discrète, Dumas a fait un homme d’une illustre naissance, de son nom comte Olivier de La Fère. Il lui donne des aïeux glorieux (l'un d'entre eux aurait servi François Ier), des terres dans le Berry, un château, un passé plein de secrets. Il en fait également le doyen des Mousquetaires ; il a ainsi vingt-sept ans au début du roman, d'Artagnan tout juste dix-huit, Aramis et Porthos entre vingt-deux et vingt-trois. Il le fait mourir en 1661, soit seize ans après la date réelle de sa disparition.
Alexandre Dumas donne à Athos un fils, Raoul, vicomte de Bragelonne, qu'il aurait eu hors mariage avec la belle Marie de Rohan, duchesse de Chevreuse, ancienne confidente et amie de la reine Anne d'Autriche. Cette dernière s'étant introduit la nuit chez un curé déguisé en homme, pensant se glisser dans son lit, se glisse dans celui d'Athos arrivé pendant la nuit, à qui le curé aurait prêté son lit. À la différence des autres Mousquetaires, Athos est un personnage de mélodrame. Il est en proie au tourment de son ancien mariage avec la diabolique Milady de Winter, de son exécution expéditive mais difficile à éviter à la fin des Trois Mousquetaires ; puis dans Vingt ans après de sa relation avec son beau-fils vengeur, Mordaunt, qu'il refuse, contrairement à ses trois amis, d'affronter en duel. Il ne tuera Mordaunt qu'en légitime défense, et encore seulement par pensée pour son fils Raoul.
Athos est fait membre de trois ordres de chevalerie, les plus prestigieux d'Angleterre, de France, et d'Espagne : il est membre de l'ordre de la Jarretière, remis par Charles Ier Stuart, roi d'Angleterre lors de Vingt-Ans après pour avoir essayé de le sauver ; membre de l'ordre du Saint-Esprit grâce à Porthos et au cardinal Mazarin dans Vingt ans après ; et finalement membre de l'ordre de la Toison d'or par Charles II, roi d'Angleterre et fils du premier, qu'il a aidé à reprendre son trône.

## Cinéma et télévision

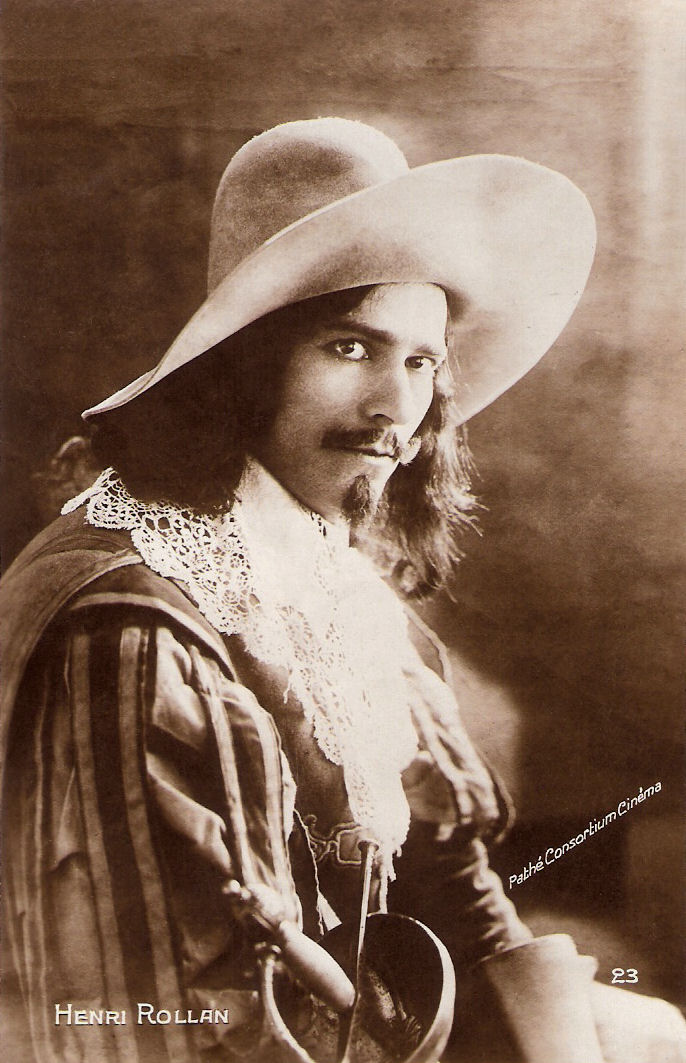
Henri Rollan interprétant Athos dans Les Trois Mousquetaires, film d'Henri Diamant-Berger, sorti en 1921.

Le rôle d'Athos a été interprété par :
- Marcel Vibert dans Les Trois Mousquetaires en 1912) ;
- Léon Bary dans Les Trois Mousquetaires (1921) ;
- Henri Rollan dans les deux versions d'Henri Diamant-Berger : Les Trois Mousquetaires (1921) et Les Trois Mousquetaires (1932-1933) ;
- Paul Lukas dans Les Trois Mousquetaires de Rowland V. Lee (1935) ;
- Van Heflin dans Les Trois Mousquetaires (The Three Musketeers) de George Sidney (1948) ;
- Jean Martinelli dans Les Trois Mousquetaires d'André Hunebelle (1953) ;
- Jean Chevrier dans Les Trois Mousquetaires de Claude Barma (1959) ;
- Georges Descrières dans Les Trois Mousquetaires de Bernard Borderie (1961) ;
- François Chaumette dans D'Artagnan de Claude Barma (1969) ;
- Oliver Reed dans les trois films réalisé par Richard Lester : Les Trois Mousquetaires (The Three Musketeers) (1973), On l'appelait Milady (1974) et Le Retour des Mousquetaires (1989) ;
- Yves Lefebvre dans D'Artagnan amoureux de Yannick Andréi (1977) ;
- Veniamine Smekhov dans D'Artagnan et les Trois Mousquetaires de Gueorgui Jungwald-Khilkevitch (1978) ;
- José Ferrer dans Le Cinquième Mousquetaire (The Fifth Musketeer) de Ken Annakin (1979) ;
- Kiefer Sutherland dans Les Trois Mousquetaires (The Three Musketeers) de Stephen Herek (1993) ;
- Jean-Luc Bideau dans La Fille de d'Artagnan de Bertrand Tavernier (1994) ;
- John Malkovich dans L'Homme au masque de fer de Randall Wallace (1998) ;
- Jan Gregor Kremp (de) dans D'Artagnan (2001) ;
- Guillaume Depardieu dans Milady de Josée Dayan (2004) ;
- Matthew Macfadyen dans Les Trois Mousquetaires (The Three Musketeers) (2011) ;
- Youri Tchoursine dans Les Trois Mousquetaires (Три мушкетёра) de Sergueï Jigounov (2013) ;
- Tom Burke dans Les Mousquetaires (The Musketeers) adapté pour la BBC par Adrian Hodges (2014-2015) ;
- Vincent Cassel dans Les Trois Mousquetaires : D'Artagnan et Les Trois Mousquetaires : Milady de Martin Bourboulon (2023).

## Hommage
L'astéroïde (227930) Athos, découvert en 2007, est nommé en son honneur.